# Смит, Дэвид (яхтсмен)
Дэвид Джеймс «Дэйв» Смит (англ. David James "Dave" Smith, 31 октября 1925, Сейлем, штат Массачусетс, США — 8 марта 2014, Пибоди, штат Массачусетс, США) — американский яхтсмен, чемпион летних Олимпийских игр 1960 в Риме в классе 5,5 м.

## Спортивная карьера
После окончания средней школы поступил в ВМС США, участник Второй мировой войны. В 1950 году окончил Университет Массачусетса.
На летних Олимпийских играх в Риме (1960) вместе с партнерами завоевал золотую медаль в соревнованиях парусников в классе 5,5 м. Также в 1962 году участвовал в соревнованиях на Кубок Америки на 12-метровой яхте «Нефертити». Являлся многолетним членом Бостноского яхт-клуба.
По завершении активной спортивной карьеры стал собственником бизнеса по производству и реализации продукции для парусного спорта; компании Fife and Drum; позже занялся проектами в сфере недвижимости. Впоследствии закрыл свой розничный магазин и сосредоточился на своей производственной компании Yri.